# Pavel Barbalat
Pavel Barbalat (n. 29 mai 1935, Cioburciu, raionul Slobozia, RASS Moldovenească, URSS – d. 11 aprilie 2004, Chișinău, Republica Moldova) a fost un jurist moldovean. A fost primul Președinte al Curții Constituționale a Republicii Moldova (1995-2001).

## Biografie
S-a născut la 29 mai 1935, în satul Cioburciu (raionul Slobozia), din URSS. 
În anii 1953-1958 și 1958-1964 și-a făcut studiile la facultățile de filologie și, respectiv, de drept ale Universității de Stat din Moldova.
- În anii 1958-1962 a activat în calitate de consultant al secției juridice a Sovietului Suprem al R.S.S. Moldovenești;
- 1962-1966 – în calitate de judecător și președinte al judecătoriei raionului Octombrie, din or. Chișinău;
- 1966-1971 – judecător la Judecătoria Supremă a R.S.S. Moldovenești;
- 1971-1989 – șef de secție, șef de direcție, viceministru al justiției;
- 1989-1995 – președinte al Judecătoriei Supreme a Republicii Moldova.

La 7 februarie 1995 a fost desemnat în funcția de judecător al Curții Constituționale.
În perioada 23 februarie 1995 – 23 februarie 2001 a exercitat funcția de Președinte al Curții Constituționale din Republica Moldova.
A demisionat la 23 februarie 2001.
Și-a dat concursul la elaborarea manualului "Dreptul constituțional în țările de peste hotare", din mica Enciclopedie a Moldovei , precum și a legislației naționale cu privire la funcționarea limbilor în Republica Moldova.
Este coautorul monografiilor "Constituția Republicii Moldova, comentată articol cu articol"  și "Hotărîri privind interpretarea Constituției Republicii Moldova", autorul monografiei "Actele stării civile: căsătoria, familia, legea" , a publicat numeroase articole în reviste de specialitate.
A decedat la 11 aprilie 2004.